# Kaloezjskaja (provisorium)

Kaloezjskaja (Russisch: Калужская) was een tijdelijk station aan de Kaloezjsko-Rizjskaja-lijn van de Moskouse metro. Net als eerder bij lijn 3 werd een tijdelijk station in het depot aan het zuidelijke eind van de lijn gebouwd. Toen de lijn verder naar het zuiden werd verlengd werd het tijdelijke station vervangen door het gelijknamige ondergrondse station naast het depot.  